# Magé
Magé – miasto w południowo-wschodniej Brazylii, w stanie Rio de Janeiro. W 2009 miasto liczyło ok. 244 tys. mieszkańców. Ośrodek przemysłu metalurgicznego. Ważny węzeł drogowy.
W mieście ma siedzibę klub piłkarski Mageense FC.